# Joost Borremans
Joost Borremans (Halle, 2 december 1981) is een Belgisch volleyballer.

## Levensloop
Borremans is actief bij BW Nivelles als aanvaller. Hij speelde eerder bij VC Argex Duvel Puurs, Knack Randstad Roeselare, VC Dworp, VC Lot, Duvel Puurs, Naja Namur, VT Herentals en VC Lennik. 
Borremans studeerde aan de Erasmushogeschool te Jette, alwaar hij afstudeerde als regentaat lichamelijke opvoeding. Vervolgens ging hij aan de slag als zwemleerkracht te Dilbeek. In 2013 vatte hij een opleiding aan bij PIVO (politieschool) te Asse. Hierop aansluitend werd hij werkzaam bij politiezone Halle (later omgevormd tot politiezone Zennevallei) bij de 'dienst interventie' en vervolgens het scorpioteam.